# Michaił Surkow (polityk)
Michaił Siemionowicz Surkow (ros. Михаи́л Семёнович Сурко́в, ur. 2 grudnia 1945 w Czelabińsku) – radziecki i rosyjski polityk i wojskowy, działacz komunistyczny.

## Życiorys
Od 1960 był ślusarzem, potem kontrolerem przedsiębiorstwa w Omsku, od 1963 pracował w Leningradzie, 1964–1965 wykładowca kultury fizycznej. W 1965 wstąpił do Armii Radzieckiej, 1968 został członkiem KPZR, 1965 skończył szkołę oficerską, a 1977 Akademię Wojskowo-Polityczną im. Lenina. Zastępca dowódcy kompanii, pomocnik szefa wydziału politycznego dywizji, zastępca dowódcy batalionu, sekretarz partyjnego komitetu pułku, zastępca dowódcy pułku i zastępca szefa wydziału politycznego dywizji. Od 1985 I zastępca szefa wydziału politycznego armii, od 1988 członek Rady Wojskowej – szef wydziału politycznego armii, 1990–1991 sekretarz odpowiedzialny komisji partyjnej przy Głównym Zarządzie Armii Radzieckiej i Marynarki Wojennej. Od marca 1991 sekretarz Wszecharmijnego Komitetu Partyjnego, generał porucznik, od lipca 1990 do sierpnia 1991 członek KC KPZR, od 25 kwietnia do 23 sierpnia 1991 członek Biura Politycznego KC KPZR. Deputowany ludowy ZSRR, członek Komitetu Rady Najwyższej ZSRR ds. Obrony i Bezpieczeństwa, po rozpadzie ZSRR działacz KPFR, od 1993 członek KC KPFR, 1993-1997 członek KC KPFR. W kwietniu 1997 na IV Zjeździe KPFR wybrany sekretarzem KC KPFR, 1995-1999 deputowany Dumy Państwowej Federacji Rosyjskiej II kadencji, członek frakcji KPFR, zastępca przewodniczącego Komitetu ds. Obrony. Odznaczony trzema orderami i dziesięcioma medalami.